# Loïck Roche
 (janvier 2024).
L'article doit être relu — et modifié si nécessaire — par des contributeurs indépendants pour apporter un regard critique aux contributions effectuées en violation des conditions d'utilisation de Wikipédia, tant sur la forme (notamment concernant le style encyclopédique, la proportionnalité) que sur le fond (la neutralité de point de vue, la qualité et l'indépendance des sources).
Loïck Roche né le 4 janvier 1961 à Paris était directeur de Grenoble École de management entre 2012 et 2022 et a été président du Chapitre des grandes écoles de management de 2014 à 2018, ainsi que vice-président de la Conférence des grandes écoles.

## Biographie
Diplômé de l'École supérieure des sciences économiques et commerciales, il est docteur en philosophie (Grenoble II), en psychologie (Paris IV) et titulaire d'une habilitation à diriger des recherches en sciences de gestion. Il commence sa carrière en tant que consultant en ressources humaines et en organisations en 1988 et fonde un cabinet de conseil dans ce domaine. En 1995, il intègre Grenoble École de management comme enseignant en recherche, puis en devient le directeur adjoint en 2004 avant d'en prendre la direction en juillet 2012 succédant alors à Thierry Grange,,. À la suite d'une période difficile pour Grenoble École de Management - chute dans les classements et résultats financiers dans le rouge - une réorganisation est effectuée à l'issue de laquelle Loick Roche quitte à l'été 2022 ses fonctions de Directeur Général de GEM pour rejoindre le groupe IGS en tant que Directeur Général Adjoint et Directeur académique.

## Travaux de recherche
En 2008, il se livre à une étude sur les relations intimes pouvant se nouer dans le monde du travail et sort un ouvrage Cupidon au travail,. Il est par la suite avec Dominique Steiler et John Sadowsky à l'origine du concept de slow management décrit dans leur ouvrage Éloge du bien-être au travail paru en 2010. Sa spécialisation dans les relations humaines au travail lui vaut d'être auditionné par le Sénat en 2010 au sujet du mal-être au travail . Il est également le créateur de la théorie du lotissement visant à introduire une paix économique en valorisant ce qui nous entoure afin d'en tirer profit en retour,.

## Distinction
- Chevalier de la Légion d'honneur (2014)[17].